# Серле
Серле је насеље у Италији у округу Бреша, региону Ломбардија.
Према процени из 2011. у насељу је живело 2154 становника. Насеље се налази на надморској висини од 494 м.

## Становништво
Према резултатима пописа становништва 2011. у општини је живело 3.092 становника.
| 1951. | 1961. | 1971. | 1981. | 1991. | 2001. | 2011. |
| ----- | ----- | ----- | ----- | ----- | ----- | ----- |
| 2.772 | 2.763 | 2.779 | 2.824 | 2.817 | 2.849 | 3.092 |